# フォルノ・ディ・ゾルド
フォルノ・ディ・ゾルド（伊: Forno di Zoldo）は、イタリア共和国ヴェネト州ベッルーノ県に存在した基礎自治体（コムーネ）。
2016年2月23日にゾルド・アルトと合併してヴァル・ディ・ゾルドの一部となった。

## 地理

### 位置・広がり

#### 隣接コムーネ
コムーネとしてのフォルノ・ディ・ゾルドは、以下のコムーネと隣接していた。
- カステッラヴァッツォ
- チビアーナ・ディ・カドーレ
- ラ・ヴァッレ・アゴルディーナ
- ロンガローネ
- オスピターレ・ディ・カドーレ
- ヴォード・ディ・カドーレ
- ゾルド・アルト
- ゾッペ・ディ・カドーレ

## 行政

### 分離集落
フォルノ・ディ・ゾルドには、以下の分離集落（フラツィオーネ）があった。
- Dont, Pralongo, Colcevèr, Sotto le Rive, Astragàl, Col, Pieve, Campo, Sommariva, Dozza, Bragarezza, Fornesighe, Le Bòcole, Pontesèi, Solagnòt, Ospitale di Zoldo